# Aneflomorpha linsleyae
Aneflomorpha linsleyae là một loài bọ cánh cứng trong họ Cerambycidae.